# 堺市立錦小学校
堺市立錦小学校（さかいしりつ にしき しょうがっこう）は、大阪府堺市堺区にある公立小学校。堺中心部の旧市街を校区としている。

## 沿革
明治時代初期に設置された堺県泉州第一番錦東小学校および堺県泉州第二番錦西小学校を起源としている。堺市（旧市街）では最も早い時期に創立した学校の一つでもある。2校が合併して錦尋常小学校と称し、その後錦西尋常小学校（現在の堺市立錦西小学校）を分離している。
1934年の室戸台風では木造の旧校舎が倒壊し、校舎の下敷きとなった児童39人、教諭1人が死亡した。同台風の堺市内の小学校での被害としては、死亡者数では三宝小学校に次ぐ市内2番目の重大な被害となった。

### 年表
- 1872年4月21日 - 堺県第七学区県学分校として創立。
- 1873年4月 - 堺県泉州第一番小学校・泉州第二番小学校が発足。
- 1875年5月21日 - 第一番小学校を錦東小学校、第二番小学校を錦西小学校と称する。
- 1879年 - 錦東・錦西の2校合併、錦小学校と称する。
- 1887年4月1日 - 錦尋常小学校と改称。
- 1892年 - 分校を設置。
- 1899年7月5日 - 分校を堺市錦西尋常小学校（現在の堺市立錦西小学校）として分離。
- 1914年3月21日 - 現在地に移転。
- 1934年9月21日 - 室戸台風で校舎倒壊。
- 1941年4月1日 - 国民学校令により、堺市立錦国民学校と改称。
- 1945年4月26日 - 泉北郡美木多村（現在の堺市南区）へ集団疎開。同年8月まで美木多国民学校（現在の堺市立美木多小学校）で学習。
- 1947年4月1日 - 学制改革により、堺市立錦小学校と改称。
- 1952年6月10日 - 校地を拡張。
- 1962年10月1日 - 運動場を拡張。
- 1968年11月27日 - 学校給食優秀校として、文部大臣賞を受賞。
- 2013年2月19日 - キャリア教育優良学校として、文部科学大臣賞を受賞。
- 2015年11月19日 - 優良PTA団体文部科学大臣表彰を受賞。

## 通学区域
- 堺市堺区 北半町、北旅篭町、桜之町東、錦之町東、柳之町東、九間町東、神明町東、宿屋東、材木町東、車之町、南庄町、北向陽町、中向陽町。

卒業生は堺市立殿馬場中学校に進学する。

## 出身者
- 河井醉茗 - 詩人。旧錦西小学校卒業。

## 交通
- 阪堺電気軌道阪堺線 神明町停留場 東へ約350m。
- 南海本線 七道駅 南東へ約1.2km。
- 南海高野線 浅香山駅 南西へ約1.2km。
- 南海高野線 堺東駅 北へ約1.4km。